# Morti nel 2018/Settembre
| Questa pagina contiene informazioni ricavate automaticamente dalle voci biografiche con l'ausilio del template Bio e di un bot. L'aggiornamento è periodico e automatico e ricostruisce completamente la pagina. Se manca una persona in questa lista, sei pregato di non aggiungerla, ma accertati piuttosto che la sua voce biografica contenga il template Bio e che i dati anagrafici siano correttamente compilati. Se il template Bio manca, inseriscilo tu stesso o, in alternativa, metti l'avviso {{tmp\|Bio}} che ne segnala la mancanza. Se i dati riportati sono sbagliati, correggi direttamente la voce biografica; le modifiche saranno visibili in questa lista entro pochi giorni. Per chiarimenti vedi il progetto biografie. La lista contiene solo le 161 persone che sono citate nell'enciclopedia e per le quali è stato implementato correttamente il template Bio. Pagina aggiornata al 10 lug 2025. |

- 1º settembre - Carl Duering, attore inglese (n. 1923)
- 1º settembre - Margit Sandemo, scrittrice norvegese (n. 1924)
- 1º settembre - Antonio Toldo, fumettista italiano (n. 1923)
- 1º settembre - Randy Weston, pianista statunitense (n. 1926)
- 2 settembre - Mario Silla Baglioni, politico italiano (n. 1937)
- 2 settembre - Juan Costas, velista spagnolo (n. 1945)
- 2 settembre - Karla Kienzl, slittinista austriaca (n. 1922)
- 2 settembre - Roger Lamy, calciatore francese (n. 1926)
- 2 settembre - Ian Lariba, tennistavolista filippina (n. 1994)
- 2 settembre - Ciro Mazzarella, mafioso italiano (n. 1940)
- 2 settembre - Katyna Ranieri, cantante e attrice italiana (n. 1925)
- 2 settembre - Giovanni Tabacchi, bobbista italiano (n. 1931)
- 2 settembre - Giovanni Battista Urbani, politico italiano (n. 1923)
- 2 settembre - Ehsan Yarshater, storico e iranista iraniano (n. 1920)
- 3 settembre - Lydia Clarke, attrice e fotografa statunitense (n. 1923)
- 3 settembre - Klaus Gerwien, calciatore tedesco (n. 1940)
- 4 settembre - Marijan Beneš, pugile jugoslavo (n. 1951)
- 4 settembre - Andrea Berardicurti, attore e attivista italiano (n. 1957)
- 4 settembre - Bill Daily, attore statunitense (n. 1927)
- 4 settembre - Paul Koech, mezzofondista e maratoneta keniota (n. 1969)
- 4 settembre - Christopher Lawford, attore statunitense (n. 1955)
- 4 settembre - Ab McDonald, hockeista su ghiaccio canadese (n. 1936)
- 4 settembre - Alberto Picotti, scrittore italiano (n. 1929)
- 4 settembre - Giorgio Pilleri, neurologo italiano (n. 1925)
- 5 settembre - Vince Conti, attore statunitense (n. 1930)
- 5 settembre - Dennis Green, canoista australiano (n. 1931)
- 5 settembre - Margot Marsman, nuotatrice olandese (n. 1932)
- 5 settembre - Alan McGregor Peart, ufficiale e aviatore neozelandese (n. 1922)
- 5 settembre - Beatriz Segall, attrice brasiliana (n. 1926)
- 5 settembre - Igea Sonni, attrice teatrale italiana (n. 1938)
- 6 settembre - Michel Bonnevie, cestista francese (n. 1921)
- 6 settembre - Richard DeVos, imprenditore statunitense (n. 1926)
- 6 settembre - Liz Fraser, attrice britannica (n. 1930)
- 6 settembre - Gilbert Lazard, glottologo, linguista e iranista francese (n. 1920)
- 6 settembre - Burt Reynolds, attore statunitense (n. 1936)
- 6 settembre - Claudio Scimone, direttore d'orchestra italiano (n. 1934)
- 6 settembre - Antonína Záchvějová, cestista cecoslovacca (n. 1934)
- 7 settembre - Samuel Bodman, politico, ingegnere e imprenditore statunitense (n. 1938)
- 7 settembre - Kurt Helmudt, canottiere danese (n. 1943)
- 7 settembre - Antonio Lonardi, allenatore di calcio e calciatore italiano (n. 1936)
- 7 settembre - Mac Miller, rapper, cantautore e musicista statunitense (n. 1992)
- 7 settembre - Sheila White, attrice inglese (n. 1948)
- 8 settembre - Giancarlo Galdiolo, allenatore di calcio e calciatore italiano (n. 1948)
- 8 settembre - Reidar Goa, calciatore norvegese (n. 1942)
- 8 settembre - Chelsi Smith, modella statunitense (n. 1973)
- 9 settembre - Frank Andersson, lottatore svedese (n. 1956)
- 9 settembre - Mario Ferrari, pallavolista, allenatore di calcio e calciatore italiano (n. 1926)
- 9 settembre - Silvio Grassetti, pilota motociclistico italiano (n. 1936)
- 9 settembre - Daniel Küblböck, cantante tedesco (n. 1985)
- 10 settembre - Peter Donat, attore canadese (n. 1928)
- 10 settembre - István Géczi, calciatore ungherese (n. 1944)
- 10 settembre - Paul Virilio, filosofo, scrittore e urbanista francese (n. 1932)
- 11 settembre - Daniele Foraboschi, storico e papirologo italiano (n. 1941)
- 11 settembre - Ahmadu Jah, musicista, compositore e direttore d'orchestra svedese (n. 1936)
- 11 settembre - Don Newman, cestista e allenatore di pallacanestro statunitense (n. 1957)
- 11 settembre - Don Panoz, imprenditore statunitense (n. 1935)
- 12 settembre - Luigi Bandini Buti, architetto italiano (n. 1930)
- 12 settembre - Ezio Bettini, calciatore italiano (n. 1932)
- 12 settembre - Paul Kunz, fisico e informatico statunitense (n. 1942)
- 12 settembre - Walter Mischel, psicologo austriaco (n. 1930)
- 12 settembre - Ermanno Parazzini, compositore, paroliere e produttore discografico italiano (n. 1941)
- 12 settembre - Bettina Shaw Lawrence, pittrice britannica (n. 1921)
- 12 settembre - Benedict Ganesh Singh, vescovo cattolico guyanese (n. 1927)
- 12 settembre - Rachid Taha, cantante e compositore algerino (n. 1958)
- 13 settembre - Guido Ceronetti, poeta e aforista italiano (n. 1927)
- 13 settembre - Marin Mazzie, attrice e cantante statunitense (n. 1960)
- 14 settembre - Branko Grünbaum, matematico croato (n. 1929)
- 14 settembre - Zienia Merton, attrice inglese (n. 1945)
- 14 settembre - Helga Schmidt-Neuber, nuotatrice tedesca (n. 1937)
- 15 settembre - Mario Audisio, calciatore italiano (n. 1930)
- 15 settembre - Makensen Bungo, scrittore albanese (n. 1926)
- 15 settembre - Warwick Kerr, biologo, genetista e entomologo brasiliano (n. 1922)
- 15 settembre - Kirin Kiki, attrice giapponese (n. 1943)
- 15 settembre - Silvio Liotta, politico italiano (n. 1935)
- 15 settembre - Mike Margulis, calciatore statunitense (n. 1950)
- 15 settembre - Lionello Puppi, storico dell'arte e politico italiano (n. 1931)
- 15 settembre - Viktor Veselago, fisico sovietico (n. 1929)
- 15 settembre - Zhu Xu, attore cinese (n. 1930)
- 16 settembre - Maartin Allcock, violinista e tastierista britannico (n. 1957)
- 16 settembre - Kevin Beattie, calciatore e allenatore di calcio britannico (n. 1953)
- 16 settembre - Eduardo Benítez, cestista argentino
- 16 settembre - Anneke Grönloh, cantante olandese (n. 1942)
- 16 settembre - Adriana Rame, modella e attrice italiana (n. 1940)
- 17 settembre - Barbara Nascimbene, attrice italiana (n. 1958)
- 18 settembre - Gian Luigi Boiardi, politico italiano (n. 1951)
- 18 settembre - Carlo Dell'Aringa, economista e politico italiano (n. 1940)
- 18 settembre - Vito Florio, calciatore italiano (n. 1938)
- 18 settembre - Goran Kuzminac, cantautore, chitarrista e medico italiano (n. 1953)
- 18 settembre - Marceline Loridan, attrice, regista e sceneggiatrice francese (n. 1928)
- 18 settembre - Titti Maartmann, slittinista norvegese (n. 1920)
- 18 settembre - Robert Venturi, architetto statunitense (n. 1925)
- 18 settembre - Robert Webb, erpetologo statunitense (n. 1927)
- 18 settembre - Norifumi Yamamoto, artista marziale misto e kickboxer giapponese (n. 1977)
- 18 settembre - Piotr Lachert, compositore polacco (n. 1938)
- 19 settembre - Mohammed Karim Lamrani, politico marocchino (n. 1919)
- 19 settembre - Győző Kulcsár, schermidore ungherese (n. 1940)
- 19 settembre - Marilyn Lloyd, politica statunitense (n. 1929)
- 19 settembre - Arthur Mitchell, ballerino, coreografo e insegnante statunitense (n. 1934)
- 19 settembre - Jesús Rodríguez Magro, ciclista su strada e dirigente sportivo spagnolo (n. 1960)
- 20 settembre - Inge Feltrinelli, editrice, fotografa e giornalista tedesca (n. 1930)
- 20 settembre - Nils Rydström, schermidore svedese (n. 1921)
- 20 settembre - Ludovikus Simanullang, vescovo cattolico indonesiano (n. 1955)
- 20 settembre - Reinhard Tritscher, sciatore alpino austriaco (n. 1946)
- 20 settembre - Riccardo Zinna, attore, regista teatrale e compositore italiano (n. 1958)
- 20 settembre - Fadhil Jalil al-Barwari, generale iracheno (n. 1966)
- 21 settembre - Adolf Knoll, calciatore austriaco (n. 1938)
- 21 settembre - Vitalij Masol, politico ucraino (n. 1928)
- 21 settembre - Xavier de Montclos, storico francese (n. 1924)
- 21 settembre - Trần Đại Quang, politico, dirigente pubblico e militare vietnamita (n. 1956)
- 22 settembre - Bob Lienhard, cestista statunitense (n. 1948)
- 22 settembre - Werner Schraut, sollevatore tedesco occidentale (n. 1951)
- 22 settembre - Mario Valiante, politico italiano (n. 1925)
- 23 settembre - Rachele Bianchi, scultrice e disegnatrice italiana (n. 1925)
- 23 settembre - Gianni Di Capua, regista teatrale, sceneggiatore e produttore televisivo italiano (n. 1959)
- 23 settembre - Jane Fortune, storica dell'arte, giornalista e filantropa statunitense (n. 1942)
- 23 settembre - Charles K. Kao, ingegnere e fisico cinese (n. 1933)
- 23 settembre - Gary Kurtz, produttore cinematografico statunitense (n. 1940)
- 23 settembre - Helmut Köglberger, calciatore austriaco (n. 1946)
- 23 settembre - Kalpana Lajmi, regista, produttrice cinematografica e scrittrice indiana (n. 1954)
- 23 settembre - Mark Livolsi, montatore statunitense (n. 1962)
- 23 settembre - Dalmazio Masini, paroliere italiano (n. 1939)
- 23 settembre - Al Matthews, attore e cantante statunitense (n. 1942)
- 23 settembre - Afërdita Tusha, tiratrice a segno albanese (n. 1945)
- 23 settembre - Harry Walden, calciatore inglese (n. 1940)
- 24 settembre - Norm Breyfogle, fumettista statunitense (n. 1960)
- 24 settembre - Jim Andrew Brogan, calciatore scozzese (n. 1944)
- 24 settembre - Pier Luigi Galli, calciatore italiano (n. 1942)
- 24 settembre - Tommy McDonald, giocatore di football americano statunitense (n. 1934)
- 25 settembre - Salvatore Bisogni, architetto italiano (n. 1932)
- 25 settembre - Mike Green, cestista statunitense (n. 1951)
- 25 settembre - Jack McKinney, cestista e allenatore di pallacanestro statunitense (n. 1935)
- 25 settembre - Wenceslao Selga Padilla, vescovo cattolico filippino (n. 1949)
- 25 settembre - Charles Poliquin, culturista, scrittore e editorialista canadese (n. 1961)
- 25 settembre - Rudi Vogt, cestista tedesco (n. 1933)
- 25 settembre - Vladimir Voronkov, fondista sovietico (n. 1944)
- 26 settembre - Andrea Bartoli, allenatore di atletica leggera italiano (n. 1940)
- 26 settembre - Ivan Dejanov, calciatore bulgaro (n. 1937)
- 26 settembre - Roger Robinson, attore statunitense (n. 1940)
- 26 settembre - Manuel Rodríguez Araneda, allenatore di calcio e calciatore cileno (n. 1939)
- 26 settembre - Antonio Santucci, vescovo cattolico italiano (n. 1928)
- 26 settembre - Maurizio Zanfanti, imprenditore italiano (n. 1955)
- 27 settembre - Marty Balin, cantante statunitense (n. 1942)
- 27 settembre - Namkhai Norbu, personalità religiosa tibetano (n. 1938)
- 27 settembre - Ugo Vanni, teologo italiano (n. 1929)
- 27 settembre - Art Williams, cestista statunitense (n. 1939)
- 28 settembre - Koos Alberts, cantante olandese (n. 1947)
- 28 settembre - Andrea Borruso, politico italiano (n. 1936)
- 28 settembre - Ippolito Giani, velocista italiano (n. 1941)
- 28 settembre - Joe Masteroff, drammaturgo e librettista statunitense (n. 1919)
- 28 settembre - Jurij Silov, velocista sovietico (n. 1950)
- 29 settembre - Luigi Agnolin, arbitro di calcio e dirigente sportivo italiano (n. 1943)
- 29 settembre - Alves Barbosa, ciclista su strada, pistard e ciclocrossista portoghese (n. 1931)
- 29 settembre - Pascale Casanova, scrittrice e critica letteraria francese (n. 1959)
- 29 settembre - Barnabas Sibusiso Dlamini, politico swati (n. 1942)
- 29 settembre - Otis Rush, chitarrista e cantautore statunitense (n. 1934)
- 29 settembre - Richard Searfoss, astronauta statunitense (n. 1956)
- 30 settembre - Mario Castellazzi, calciatore e allenatore di calcio italiano (n. 1934)
- 30 settembre - Walter Laqueur, storico e giornalista statunitense (n. 1921)
- 30 settembre - Carlos Ángel López, calciatore argentino (n. 1952)
- 30 settembre - Sonia Orbuch, partigiana, scrittrice e superstite dell'Olocausto polacca (n. 1925)
- 30 settembre - René Pétillon, fumettista francese (n. 1945)